# Death Grips

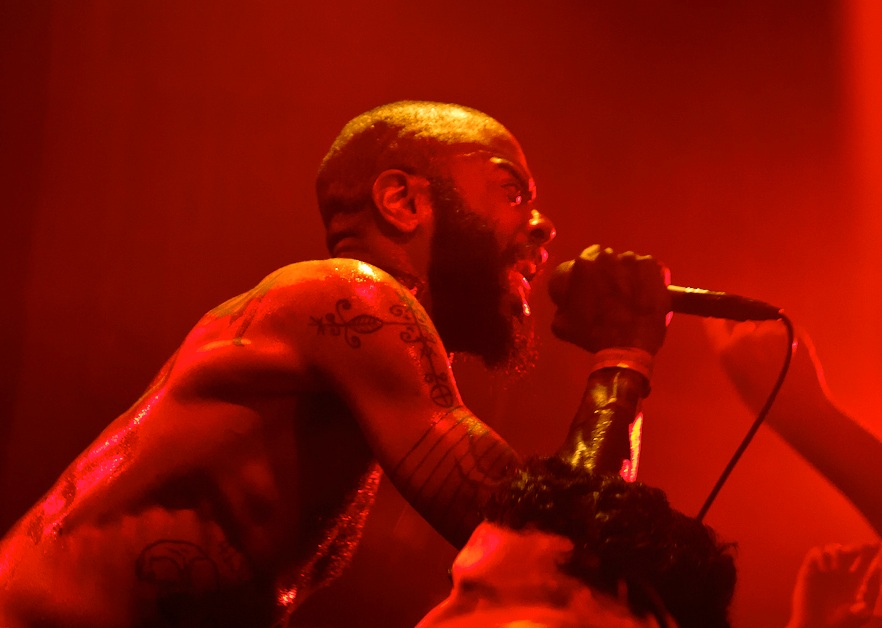
Death Grips live in Berlin, 2012.

Death Grips ist ein US-amerikanisches Musik-Trio, das im Jahr 2010 gegründet wurde. Zur Band gehören der Rapper und Sänger Stefan Corbin „MC Ride“ Burnett, der Schlagzeuger Zach Hill und der Produzent Andy Morin. Die Musik von Death Grips ist keinem bestimmten Genre zuzuordnen, bedient sich allerdings zu großen Teilen an Hip-Hop, Punkrock, Elektro, Noise und Industrial. Die Band erfreut sich großer Popularität unter Kritikern, das Magazin The Skinny verlieh ihnen den Titel „die wichtigste Band des 21. Jahrhunderts“ und auch auf Metacritic sind ihre Werke durchweg sehr gut rezensiert. Im Jahr 2014 verkündeten sie ihre Trennung, welche sich inzwischen als PR-Aktion für ihr 2015 erschienenes Doppel-Album The Powers That B herausgestellt hat. Seit ihrem neuesten Album Year of the Snitch haben sie nur geringe Aktivität gezeigt. Zuletzt gaben sie ihre North American Tour im Sommer 2023 und hatten im selben Jahr bei Festivals einzelne Gastauftritte.

## Geschichte

### Gründung und erste Veröffentlichungen (2010–2011)
Death Grips stammen aus dem kalifornischen Sacramento. Zach Hill war bereits zuvor als Solo-Künstler sowie als Schlagzeuger für die Band Hella aktiv. Burnett war bereits unter dem Pseudonym Mxlplx in einer Rap-Gruppe namens Fyre in Erscheinung getreten, welche aus ihm und seinem Bruder bestand. Nachdem der Bruder aufgrund seiner Verlobung die Band verlassen hatte, brach Burnett sein Studium ab und gründete am 21. Dezember 2010 die Gruppe Death Grips mit seinem damaligen Nachbarn Zach Hill. Als Künstlernamen nahm er schließlich MC Ride an, unter welchem er bis heute aktiv ist.
Bereits einige Tage später stieß Andy Morin unter dem Pseudonym Flatlander dem Duo hinzu, in welchem er seit jeher die Rolle des Produzenten übernimmt und die Gruppe veröffentlichte zusammen das Lied Full Moon (Death Classic) als Teaser für ihre kommende selbstbetitelte EP. Jene bekam zwar relativ wenig Aufmerksamkeit, bildete allerdings den Startschuss für ihr erstes Mixtape, welches am 25. April 2011 unter dem Namen Exmilitary zum kostenlosen Download veröffentlicht wurde und neben neu gemixten Versionen älterer Songs auch einige neue Veröffentlichungen vorweist.
Das Konzept des Mixtapes war düster und nihilistisch und thematisiert die spirituelle Reise eines namenlosen Protagonisten, die durch Hass, Aggressionen, Satanismus, Okkultismus, Drogenmissbrauch und Gewalttaten geprägt ist. Unterstrichen wird jene durch die klaustrophobischen Instrumentals, den Stimmeinsatz von MC Ride sowie die Auswahl an Samples und Geräuschen, darunter eine Rede von Charles Manson.
Das Mixtape verbreitete sich schnell über das Internet und wurde von Kritikern gelobt. Der Musikkritiker Anthony Fantano beispielsweise, welcher unter dem Namen theneedledrop den erfolgreichsten Musik-Blog auf YouTube führt, platzierte das Mixtape auf Platz 2 der besten Veröffentlichungen des Jahres und bezeichnete Death Grips als die „Zukunft des Hip-Hops“. Fantano gilt in der Fangemeinde von Death Grips als maßgeblich für die steigende Popularität der Gruppe und rezensierte auch spätere Veröffentlichungen fast ausschließlich positiv. Death Grips selbst äußerten sich später überrascht über den plötzlich aufkommenden Wirbel, da bis auf Hill keines der Bandmitglieder wirkliche Bekanntheit besaß.

### Erster Vertrag undThe Money Store(2012)
2012 wurden Death Grips vom amerikanischen Plattenlabel Epic Records unter Vertrag genommen, auf dem noch im selben Jahr zwei Studioalben veröffentlicht werden sollten. Im März 2012 wurde mit The Fever (Aye Aye) die erste Single von Death Grips Debütalbum veröffentlicht, welches am 21. April 2012 unter den Namen The Money Store erschien. Aus dem Album wurden neben The Fever (Aye Aye) die Singles Get Got und Blackjack ausgekoppelt, zu welchen auch Videos erschienen. Wegen großer Nachfrage erschienen ebenso Videos zu den Liedern Hustle Bones und I've seen Footage.
Im Gegensatz zu Exmilitary folgt The Money Store keinem direkten Konzept, sondern ist eher als eine Art Anekdoten-Sammlung aus MC Rides Leben zu verstehen, welche aus Kapitalismus-Kritik, Polizeigewalt, Drogenmissbrauch und Depressionen besteht. Verarbeitet werden jene Themen zu Anfang durch Selbstzweifel, im späteren Verlauf durch diverse Sex- und Gewaltexzesse und Drogenmissbrauch und schließlich durch spirituelle Prozesse. Omnipräsent ist hierbei das Thema der Globalisierung und der langsamen Abstumpfung gegenüber Gräueltaten und Ungerechtigkeit aufgrund des Internets, welches laut Ride anfange, die wahre Gefühlswelt der Menschen zu verdrängen, und jene immer mehr von ihrer üblichen Beschaffenheit entfremde. Zur Unterstützung seiner These bedient sich MC Ride hierbei Theorien verschiedener Philosophen und Schriftsteller, wie beispielsweise Friedrich Nietzsche, Iwan Sergejewitsch Turgenew und Aleister Crowley.
Das Album wurde von Kritikern sehr positiv aufgenommen und gilt in Augen vieler Fans und Kritiker bis heute als das wichtigste Werk der Band. Mike Diver von drownedinsound.com gab dem Album die volle Punktzahl und bezeichnete es als sein „Album des Jahres“. Auch Anthony Fantano befasste sich erneut mit der Band und vergab an The Money Store das erste von insgesamt drei Malen in seiner neunjährigen Laufbahn die volle Punktzahl. In seinen Augen sei das Album „eines der besten Alben der letzten Dekade“ und würde trotz seiner Aggression und Einzigartigkeit in Sachen „Songwriting und Vortragsweise Maßstäbe setzen“. In Fantanos Liste der besten Alben von 2012 erreichte das Album den ersten Platz.
Im Mai ging die Band schließlich auf die Money Store Tour, welche nach kurzer Zeit abgebrochen wurde, da sie sich auf ihr zweites Album konzentrieren wollten. Die Aktion sorgte bei Fans und ihrem Label für viel Unmut.

### No Love Deep Webund Vertragsauflösung (2012)
Nach einer Arbeitsphase von vier Monaten wurde schließlich das zweite Album der Band angekündigt, welches No Love heißen sollte. Kurz vor Bekanntgabe des Albumtitels wurde dieser schließlich in No Love Deep Web umgeändert, da dieses laut Hill das Konzept besser widerspiegeln würde, da No Love nur die erste Hälfte sei. Das Album sorgte bereits vor Veröffentlichung für Kontroversen, da auf dem offiziellen Albumcover Zach Hills erigierter Penis zu sehen ist, auf welchem mit Edding No Love Deep Web geschrieben steht. Das Foto wurde im Chateau Marmont Hotel in Los Angeles aufgenommen, in dem wesentlich Teile des Albums entstanden sind. Ride selbst äußerte sich empört über die Kontroverse und benannte es als die „typische Heuchelei der Medien“, in welcher Sex und Gewalt unterschwellig an der Tagesordnung seien, sei es aber einmal direkt, sei es „obszön“. In seinen Augen bedauere er jeden, der auf dem Cover nur einen Penis sehe, anstatt „einfach ein schönes Foto“. Jegliche Forderungen des Labels, das Cover durch ein alternatives Bild zu ersetzen, lehnte die Band entschieden ab. Stattdessen wurde an öffentlichen Plätzen und auf YouTube der Penis durch einen schwarzen Balken ersetzt, als eine „Konsequenz für die Heuchelei“.
Am 1. Oktober 2012 wurde das Album von der Band ohne Genehmigung von Epic Records auf YouTube, Twitter, Soundcloud und diversen Filesharingseiten hochgeladen, unter anderem BitTorrent. Das Label zeigte sich über die Aktion erbost, da es die Albumveröffentlichung nicht vor 2013 ansetzen wollte. Ride äußerte sich ironisch dazu, indem er mehrfach darauf beharrte, das Album sei ja „bereits vor 2013 fertig“ gewesen. Die Konsequenz erfolgte nicht viel später durch eine Vertragsauflösung von Seiten Epic Records am 1. November 2012, sowie einer deutlichen Ansage, sie würden das Album nicht publizieren und finanzieren. Diverse E-Mails wütender Mitarbeiter des Labels wurden daraufhin von der Band zur Belustigung auf Facebook veröffentlicht. Durch ihren späteren Vertrag bei Harvest Records war das Album ab 2015 schließlich auch als physischer Tonträger erhältlich.
Stilistisch unterscheidet sich No Love Deep Web deutlich von den vorherigen Veröffentlichungen der Band, so wurde beispielsweise im Großteil des Albums die Roland TR-808 verwendet, anstatt wie üblich Zach Hills selbst eingespielte Schlagzeug-Parts. Auch die Verwendung von Samples wurde erheblich verringert, lediglich der Song Artificial Death in the West bedient sich an Being Sucked in Again von Wire.
Das Album wird häufig sowohl vom Sound her, als auch von der Thematik als das bisher düsterste der Band bezeichnet. Wie bei Exmilitary handelt es sich um ein Konzeptalbum, welches die in The Money Store behandelte Thematik der Omnipräsenz des Internets und dessen verheerende Konsequenzen aufgreift. Der Protagonist des Albums durchlebt mehrere Rückschläge in seinem Leben, wodurch er sich in das Internet flüchtet und in diesem Folterfantasien auslebt, Drogen konsumiert und in einen Kreis von krankhafter Internetsexsucht und Gewaltpornografie gerät, bis seine richtige Persönlichkeit schließlich „verstirbt“ und nur noch seine Online-Persönlichkeit am Leben bleibt.
No Love Deep Web wurde wie die Vorgänger sehr positiv aufgenommen und von Kritikern vor allem für seine Komplexität und Eigenartigkeit gelobt. Vor allem MC Rides lyrische Fähigkeiten wurden hervorgehoben.

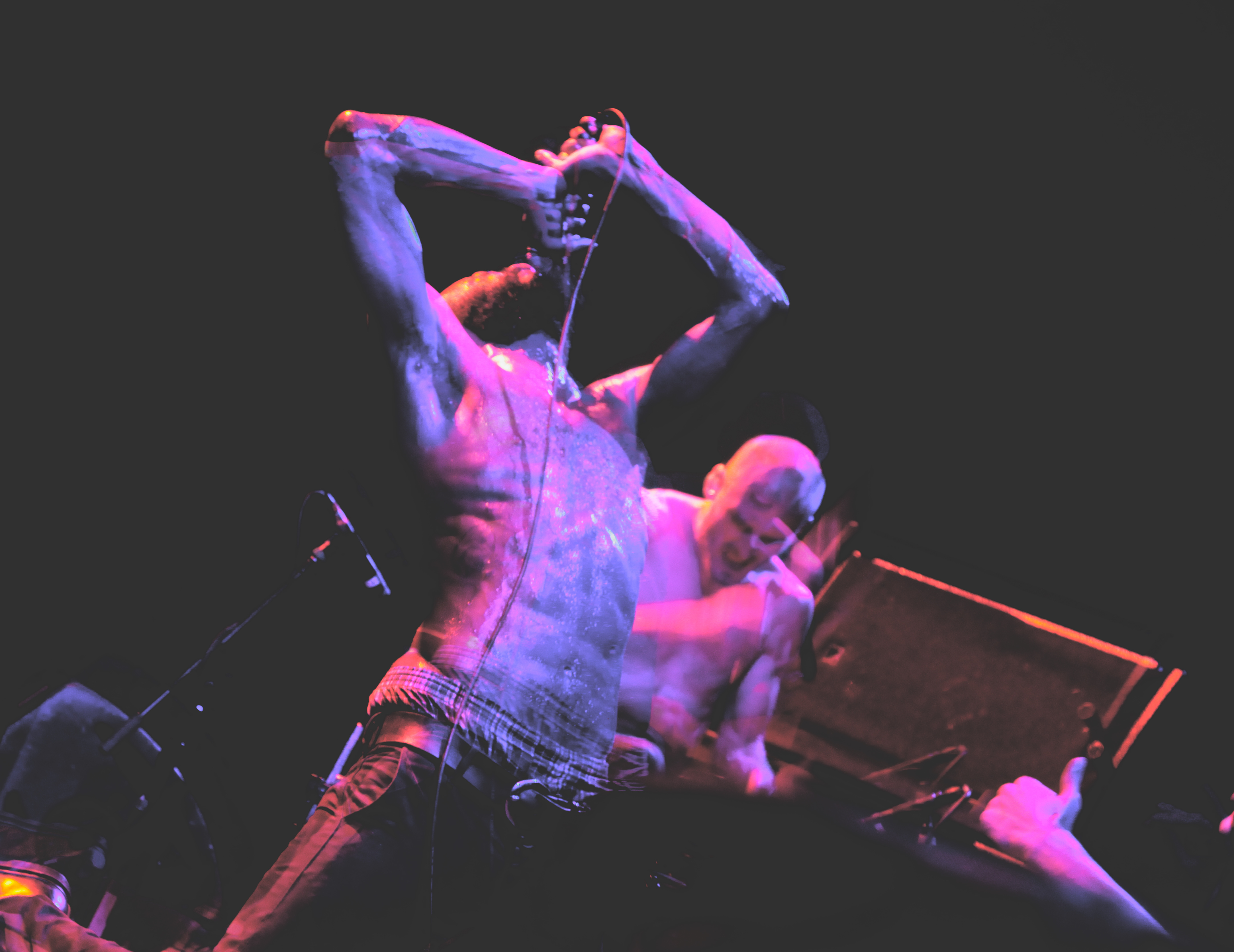
Death Grips, Live in New York

### Government Platesund Vertrag mit Harvest Records (2013)
Im Mai 2013 gab Hill bekannt, das Drehbuch zu einem Film zu schreiben, in welchem Death Grips am Soundtrack beteiligt sein solle. Im Zuge der Ankündigung ließ er ebenso verlauten, dass Death Grips an ihrem dritten Album arbeiten würden. Am 8. Juli des Jahres wurde zudem bekannt, dass das Album über Harvest Records erscheinen solle, welche Death Grips nach ihrem Abgang von Epic Records unter Vertrag genommen haben.
Am 13. November wurde Government Plates zunächst ohne Label kostenlos über ihre Website verbreitet. Das Lied Birds, eine Neuinterpretation von Charles Bukowskis Gedicht Bluebird, wurde als erste Single ausgekoppelt und erhält ein Gitarrenspiel des Schauspielers Robert Pattinson. Zweite Single wurde You Might Think He Loves You for Your Money But I Know What He Really Loves You For It's Your Brand New Leopard Skin Pillbox Hat. Zu allen elf Liedern des Albums wurden Musikvideos gedreht. Die Band selber bezeichnete Government Plates nicht als offizielles Album, sondern viel mehr einen „Zwischenstand“ ihrer musikalischen Entwicklung.
Thematisch behandelt das Album erneut Themen wie Depressionen, Suizid und Gewalt, ist hierbei allerdings weniger direkt und mehr poetisch anzusiedeln. So stellt Big House beispielsweise eine Kritik an unsere heutige Gesellschaft dar, in welcher laut Ride Materialismus und Konsum zu einer Art Wettkampf geworden ist. Ride selber sehe sich ebenfalls als Opfer jener frustrierenden Umstände, aus denen seine Obsession gegenüber Gewalt und Gräuel rühren solle (This Is Violence Now (Don't Get Me Wrong)). Selbige Thematik behandelt Birds, in welcher poetisch dargestellt wird, dass Ride mit immer mehr Bekanntheit eine Fassade aufbauen würde.
Entgegen ihrer vorherigen Veröffentlichungen wurde Government Plates gespalten von Fans und Kritikern aufgenommen. Selbst Fantano, welcher zuvor alle Veröffentlichungen der Band in seine Favoriten-Liste aufgenommen hat, bewertete das Album mit sechs von zehn Punkten und bezeichnete es als Death Grips „aggressivestes [...] und dennoch repetetivstes und halbfertigstes Album“. So seien mit Liedern wie Anne Bonny, Two Heavens und You Might Think He Loves You for Your Money But I Know What He Really Loves You For It's Your Brand New Leopard Skin Pillbox Hat mit die prägnantesten Death Grips Lieder auf dem Album vertreten, allerdings auch Totalausfälle wie Feels Like A Wheel.
Am 19. Januar 2014 erschien das Album letztlich über Harvest Records als physischer Tonträger.

### Niggas on the Moonund vermeintliche Auflösung (2014–2015)
Am 15. Mai 2014 wurde bekanntgegeben, dass Death Grips zusammen mit Nine Inch Nails und Soundgarden auf deren Sommertour touren würden. Diesen Anlass nutzte die Band, um ihr Doppelalbum The Powers That B anzukündigen, welches aus zwei Hälften bestehen würde, von der die erste Niggas on the Moon bereits vor Albumveröffentlichung zum Download freigegeben werden solle. Die zweite Hälfte namens Jenny Death solle im November 2014 schließlich folgen und im Dezember desselben Jahres sollen beide Hälften als The Powers That B letztlich physisch und digital kaufbar sein.
Am 8. Juni 2014 wurde Niggas on the Moon zum freien Download auf ihrer offiziellen Website veröffentlicht. Auf der Veröffentlichung arbeitete die Gruppe intensiv mit der isländischen Musikerin Björk zusammen, welche diverse Gesangssamples aufnahm und Zach Hill zur Produktion zur Verfügung stellte. Dieser nutzte jene auch für die acht Lieder des Albums, was insofern besonders ist, dass Björk somit für Death Grips die erste Kollaboration darstellt. Zuvor hielt sich die Gruppe intentionell eher von Zusammenarbeiten mit anderen Musiker fern.
Nachdem sich die Gruppe nach Veröffentlichung von Niggas on the Moon erneut aus der Öffentlichkeit zurückgezogen hatte, verkündeten sie am 2. Juli 2014 überraschend ihre Auflösung und sagten alle geplanten Konzerte wieder ab. Als Grund gaben sie an, ihre Bestform erreicht zu haben („We are now at our best“). Jene Auflösung hat sich nach der Veröffentlichung von The Powers That B allerdings als PR-Aktion herausgestellt und die Band gab an noch weiter Musik zu machen („You're right, we might make some more“).
Am 10. Oktober 2014 gab die Gruppe via Facebook die Fertigstellung ihres Doppelalbums sowie das dazugehörige Albumcover bekannt. Zudem wurde am 9. Dezember 2014 mit Inanimate Sensation die erste Single aus Jenny Death und somit The Powers That B samt Video veröffentlicht.

### Fashion Weekund Veröffentlichung vonThe Powers That B(2015)
Am 4. Januar 2015 veröffentlichten Andy Morin und Zach Hill ohne Vorankündigung das Instrumental-Album Fashion Week. Die Songtitel, die die Namen Runway J, Runway E, Runway N etc. tragen, bildeten hierbei eine Botschaft. Wenn die Buchstaben nach dem Wort „Runway“ aneinandergesetzt werden, kommt die Phrase „Jenny Death When“ raus, eine klare Referenz an die zweite Hälfte des Albums The Powers That B namens Jenny Death, welche trotz Ankündigung noch nicht veröffentlicht wurde. Aufgrund dieser kryptischen Botschaft vermuteten Fans die Veröffentlichung des Doppelalbums im Februar, da dort die London Fashion Week und New York Fashion Week stattfinden. Dies war zwar nicht der Fall, dafür aber eine Ankündigung von Death Grips im Februar über einen zuvor unbekannten Twitter-Account (@bbpoltergeist), dass das Album am 31. März erscheinen würde und ab dem 17. März vorbestellbar sei.
Mit On GP und The Powers That B erschienen Mitte März zwei Singles von Jenny Death und am 31. März wurden schließlich die beiden Hälften als The Powers That B physisch und digital zum kostenpflichtigen Erwerb angeboten.
The Powers That B wurde nach den eher zwiegespaltenen Reaktionen auf Government Plates erneut sehr positiv aufgenommen, vor allem die zweite Hälfte Jenny Death fand für ihre Komplexität, sowie MC Rides Vielfältigkeit und Lyrik viel Zuspruch, doch auch die erste Hälfte Niggas on the Moon wurde von offiziellen Kritikerstimmen hochgelobt. On GP erhielt eine Auszeichnung von Pitchfork Media für das „Beste Lied des Jahres“ und das Album 9 von 10 Punkten. Anthony Fantano bewertete das Album ebenfalls mit 9 von 10 Punkten und vergab somit bis dato die zweithöchste Wertung für eine Death Grips Veröffentlichung. Auf seiner Liste der besten Alben des Jahres 2015 platzierte sich das Album auf den zweiten Platz.
Wie zuvor Exmilitary und No Love Deep Web ist The Powers That B ein Konzeptalbum, welches die üblichen Themen von Depressionen, Gewalt und Sex behandelt, welche zunächst Frustration und Verzweiflung hervorrufen, nach und nach allerdings in einer Transzendenz enden, in welcher die Bandmitglieder ihre alten Traumata und Fehler hinter sich lassen und schließlich als Death Grips 2.0 quasi „wiedergeboren“ werden. Die erste Hälfte des Albums, Niggas on the Moon, beschreibt die Schicksalsschläge und Exzesse MC Rides, während auf Jenny Death die Transzendenz erfolgt. Ride, welcher zuvor eher für kryptische Texte bekannt war und sich selbst als sehr private Person bezeichnet („I'm a very private person. [...] I have no interest in sharing my personal life with the world. Zero.“) gibt auf dem Album verhältnismäßig viel aus seiner Vergangenheit preis. So ist dem Lied Up my Sleeves zu entnehmen, dass seine Mutter verstorben ist und durch Lieder wie Billy Not Really wird deutlich, dass Rides misogynistische Haltung durch die Untreue seiner ersten Liebe hervorgebracht wurde.
Die angekündigte Auflösung der Gruppe ist somit als Anspielung auf das Albumkonzept zu verstehen, in welcher sich Death Grips tatsächlich von ihrer Selbst trennt, als Death Grips 2.0 allerdings eine Reinkarnation durchlebt.
Am 24. März 2015 verkündete das Trio offiziell eine Welttournee, welche am 19. Juni begann und am 25. Juli zu Ende ging.

### Interview 2016,Bottomless Pit(2016) undSteroids (Crouching Tiger Hidden Gabber)(2017)
Am 21. Oktober 2015 veröffentlichten Death Grips ein Video auf YouTube, in welchem die US-amerikanische Schauspielerin Karen Black Szenen aus einem von Zach Hill verfassten Skript vorliest. Die Aufnahmen entstanden Mitte 2013 kurz vor dem Tod der Schauspielerin und deuteten an, dass jene eine Rolle in Zach Hills geplanten und bis heute nicht realisiertem Film spielen sollte. Das als Bottomless Pit betitelte Video verbreitete sich nicht zuletzt aufgrund von Black selbst schnell im Internet, was die Band zum Anlass nahm ihr fünftes Studioalbum anzukündigen, welches denselben Namen trägt.
Nach längerer Ruhezeit veröffentlichte das Trio unangekündigt das Lied Hot Head auf Soundcloud und YouTube, mitsamt der Information, dass dieser das zweite Lied von Bottomless Pit darstellt.
Im Zuge ihrer Album-Promotion verkündete die Band ein Interview, welches von Matthew Hoffman, Moderator der Show „Tuesdays with Matthew“, geführt werden sollte. Zur Verwunderung vieler Fans erschien jenes Interview sogar als Interview 2016 auf dem YouTube-Kanal der Band, obwohl Death Grips zuvor Interviews eher scheute. Doch anstatt der eigentlichen Audiospur wurde das Interview vollständig gegen Instrumentale ausgetauscht, die von Andy Morin und Zach Hill zuvor produziert wurden. Laut Aussage der Band sei Hoffman selbst in den Plan eingeweiht gewesen und nicht wie häufig vermutet auf einen bösen Scherz hereingefallen. Einige Tage nach Veröffentlichung des Videos wurde die Instrumental-EP zum Download freigegeben. Das Cover bildet hierbei der Moderator selbst.
Am 18. März 2016 veröffentlichte die Gruppe über Facebook Cover und Tracklist des Albums. Die Texte zum kompletten Album wurden am 19. April 2016 auf ihrer Website öffentlich gemacht, sowie das Veröffentlichungsdatum, der 6. Mai 2016.
Am 29. April wurde das Album bereits eine Woche vor der offiziellen Veröffentlichung zum kostenfreien Download bereitgestellt, am 5. Mai erfolgte die Veröffentlichung auf YouTube.
Zur weiteren Promotion des Albums wurde am 30. Mai 2016 das Lied More Than the Fairy hochgeladen, welches einen Gastbeitrag von Les Claypool enthält, dem Frontmann der Band Primus. Neben Fuck a Bitch, einer Kollaboration mit Kevin Martin, ist das Lied die einzige kollaborative Veröffentlichung des Trios außerhalb ihrer eigenen Diskografie.
Am 6. Mai erschien Bottomless Pit. Als Singles wurde neben Hot Head das Lied Eh ausgekoppelt, Musikvideos erschienen für Eh und dem Album-Intro Giving Bad People Good Ideas.
Der Albumtitel ist eine Referenz an eine Höhle in Death Valley namens Bottomless Pit, in welcher Charles Manson seinen Anhängern den sogenannten Helter Skelter predigte, einer apokalyptischen Zukunftsvision, die einen Rassenkrieg im Jahr 1969 prophezeit.
Bottomless Pit ist zwar kein Konzeptalbum per se, behandelt allerdings das lose Konzept des gewonnenen Einflusses und somit der gewonnenen Verantwortung der Band gegenüber ihrer Anhängerschaft. Ebenso MC Rides Antipathie gegen die Obsession vieler Fans, welche darauf beharren Einblicke in sein Privatleben zu kriegen. Ausgangspunkt hierfür waren Leaks diverser Facebook-Beiträge von Rides Vater, durch welche erstmals private Kinderfotos und Informationen über Ride an die Öffentlichkeit gelangen. Ride, bereits seit einiger Zeit von seinem Vater distanziert, äußert sich darüber erbost (Hot Head), gibt aber in selbem Zuge zu sich durch jenes Verhalten Privilegien zu schaffen. Sei es sexuell (Three Bedrooms in a Good Neighborhood) oder zur eigenen Belustigung (Giving Bad People Good Ideas). Trotz dessen sei er über den Einfluss der Band verwundert, da er ihre Art und Weise ihre Karriere zu vermarkten als infantil ansieht (Trash) und er fest überzeugt ist nur ein temporäres Phänomen des schnelllebigen Internets zu sein (BB Poison).
Auch Bottomless Pit wurde von Fans und Kritikern hochgelobt, einige bezeichnen es sogar als eigentlichen Magnum Opus der Band entgegen der weitläufigen Tendenz zu The Money Store. Die renommierte Zeitschrift Rolling Stone vergab 4 von 5 Sternen und rechnete der Band an, wie „keine andere Band auf der Erde“ zu klingen und dennoch „zu funktionieren“. Auch Anthony Fantano rezensierte das Album erneut und vergab mit einer „starken“ 9 somit die bis heute zweitstärkste Wertung für eine Death Grips Veröffentlichung, nur knapp an der vollen Punktzahl vorbei. In seinen Augen treibe die Band die „Kunst rauer Musik“ zur „Perfektion“ und er zeige sich sehr erfreut, dass die Band nach all den Jahren inklusive einer angeblichen Trennung immer noch „einfach gute Musik“ machen würden. Auf seiner Favoritenliste des Jahres 2016 platzierte es sich auf dem zweiten Platz.
Am 22. Mai 2017 veröffentlichte Death Grips einen 22-minütigen Song auf ihrem YouTube-Kanal unter dem Namen Steroids (Crouching Tiger Hidden Gabber), einer Anspielung auf den berühmten Martial-Arts-Film Tiger and Dragon (engl.: Crouching Tiger Hidden Dragon). 

### Year of the Snitch(2018)
Im Zuge der Veröffentlichung gab die Band die Veröffentlichung ihres sechsten Studioalbums bekannt. Am 22. März 2018 wurde publik gemacht, dass das Album den Titel Year of the Snitch tragen und Zusammenarbeiten mit Extrem-Künstler Lucas Abela, Tool-Bassisten Justin Chancellor, sowie Shrek-Regisseur Andrew Adamson beinhalten werde. Am 6. April folgte das Cover und am 11. April die Tracklist in Form eines avantgardistischen Video-Zusammenschnitts. Mit Streaky erschien am 5. Mai die erste Videoauskopplung. Das Album erschien offiziell am 22. Juni 2018 und erreicht die Top 100 der US-amerikanischen Charts.

## Stil

### Musik
Death Grips sind dafür bekannt verschiedene Genres und Stilrichtungen miteinander zu kombinieren, weshalb sie auch nicht allzu deutlich in ein bestimmtes Genre einzuordnen sind. Am häufigsten bedient sich die Gruppe an Hip-Hop, Punk, Elektro, Noise und Industrial, weist aber vor allem in letzteren Veröffentlichungen auch häufiger Einflüsse aus Metal, Jazz und Pop auf. Am geläufigsten sind die Betitelung Experimenteller Hip-Hop oder Alternative Hip-Hop.
MC Rides lyrische und stimmliche Performance ist ebenso rar. So sind der Großteil der Texte sehr düster und kryptisch gehalten, behandeln allerdings auch persönliche Themen bis zu einem gewissen Grad. Trotz dieser privaten Komponente werden die Texte meist poetisch oder metaphorisch umschrieben, womit dem Zuhörer zumeist mehrere Interpretationsmöglichkeiten für ein Lied geboten werden. Zumeist verfasst Ride deutliche Missgunsten gegenüber gesellschaftlicher oder politischer Ideologien, thematisiert im selben Zuge allerdings autobiografische Anekdoten und Gedankenspiele. Häufige Feindbilder sind hierbei Polizeigewalt, Machtmissbrauch, die Konsumgesellschaft, Religion, das Internet und dessen Schnelllebigkeit, Medienpropaganda und Personenkulte, insbesondere im Musikbereich. Ride wirkt selbigen zumeist in extremistischen Gedankenspielen entgegen, in welchen er diverse Exzesse zelebriert, sei es sexuell, durch Gewalt oder durch übermäßigen Drogenkonsum. Vereinzelt thematisiert dieser seine Depressionen auch durch Unterwürfigkeit und Selbsthass. Parallel mit der Lyrik spielt Ride zumeist mit seiner Intonation und Prosodie, welche von dunklem Gebrüll über Flüstern bis zu Weinen und hysterischem Geschrei reicht.

### Live
Auch Live hat sich das Trio des Öfteren durch die Extravaganz ihrer Auftritte auf sich aufmerksam machen können. Typische Elemente jener sind die Zerstörung ihres Equipments, Zach Hills improvisiertes Schlagzeug-Spiel, meistens bis zu dem Grad der Selbstverletzung, MC Rides aggressive Persönlichkeit während der Auftritte, Andy Morins Nutzung von Live-Samples und der Aufruf zu spontanen, meist gewalttätigen Aktionen von den Zuschauern gegenüber der Band. Zudem improvisieren Death Grips wesentliche Teile ihrer Auftritte.
MC Ride selbst bezeichnete seine Persona während der Live-Auftritte als „unüberlegt“ und „spontan“, da durch diese Weise das „animalische in MC Ride“ deutlicher werden würde. Dies äußert sich unter anderem durch sein Oberkörper-freies Auftreten, seine improvisierten Tanzeinlagen und spontane Nervenzusammenbrüche. Ebenso schlägt oder wirft er Zuschauer, die auf die Bühne kommen, zurück in das Publikum.
Die Liveauftritte der Band beinhalten meist keine Pausen, ebenso keine ruhigeren Lieder. Insbesondere Zach Hill kollabierte in der Vergangenheit des Öfteren, spielte bei Bewusstsein allerdings sofort weiter. Häufig sind Lasershows und Pyrotechnik Teil des Programms.

### Musikvideos
Regie und Post-Produktion der Musikvideos übernimmt meist die Band selbst. Visuell grenzen sich die Videos meist von der Norm ab, indem sie in häufig Low Fidelity gehalten und durch den intensiven Einsatz von Farbe oder Filtern intentionell verunglimpft werden. Genannte Filter reichen von verschobenen Anaglyph-3D-Brillen über Negativeffekte zu dem Gebrauch von Fischaugenobjektiven. Inhaltlich sind die Videos dabei durchweg variabel. Stellenweise wird Andy Morins beim Schälen einer Banane gezeigt, ab und zu sind die Videos vollständig computeranimiert und in einigen ist lediglich MC Ride zu sehen, wie er vor der Kamera weint. Beim Musikvideo zu I Break Mirrors With My Face in The United States beispielsweise wird das eigentliche Lied zweimal abgespielt, einmal mit der Kamera an Zach Hills Drumstick befestigt und einmal an MC Rides Mikrofon.

## Einfluss in der heutigen Popkultur

### Persönlichkeiten
Diverse bekannte Musiker haben sich über die Jahre als Fans der Band bekanntgegeben. Die isländische Sängerin, Produzentin und Schauspielerin Björk fragte die Band für eine Zusammenarbeit auf ihrem Album Bastard, einem Remix-Album von Biophilia, an. Im Gegenzug dazu nahm sie Gesangsspuren auf und stellte sie der Band exklusiv zur Verfügung. Andy Morins nutzte diese intensiv auf Niggas on the Moon, der ersten Hälfte ihres Doppelalbums The Powers That B.
Der preisgekrönte Schauspieler Robert Pattinson bezeichnete sich öffentlich ebenfalls als Fan der Band und spielte für deren drittes Studioalbum Government Plates auf dem Lied Birds die Gitarre ein. Zusammen mit der berühmten Sängerin Beyoncé, einer weiteren bekennenden Sympathisantin der Band, besuchte er die Gruppe sogar in Sacramento und steht seit jeher gut mit ihnen in Kontakt.
Multi-Instrumentalist Trent Reznor, welcher beinahe mit Death Grips auf Sommertournee ging, äußerte sich ebenfalls begeistert über die Band und lobte insbesondere No Love Deep Web und The Powers That B für ihren Stil und ihre Komplexität.
Ein weiterer bekannter Bewunderer der Band ist der Rapper Tyler, the Creator, der die Band als „sein Meth“ bezeichnete und des Öfteren live unterstütze.
Doch auch auf die Entstehung weltbekannter Alben hatte die Band Einfluss. Donny McCaslin gab an, dass der inzwischen verstorbene Ausnahmekünstler David Bowie während der Kreation seines letzten Albums Blackstar wesentlich von Death Grips beeinflusst wurde und auch Sergio Pizzorno von Kasabian gab die Band als Inspirationsquelle für sein Album 48:13 bekannt.
Weitere Persönlichkeiten sind der Komiker Eric André, die Musikerin Annie Clark, Tom Morello, ehemaliger Gitarrist der Band Rage Against the Machine, der Schauspieler Fred Armisen, Mike Shinoda, Rapper der Band Linkin Park, Corey Taylor, Sänger der Band Slipknot, Punkrock-Legende Iggy Pop und die ganze Band von Pearl Jam.

### In Videospielen, Film und Fernsehen
Das Lied Hacker aus dem Album The Money Store ist Teil des Soundtracks vom Videospiel Battlefield Hardline. Auch diverse Serien bedienten sich an Liedern der Gruppe, darunter BoJack Horseman und Animals.
Der Song You Might Think He Loves You For Your Money But I Know What He Really Loves You For It's Your Brand New Leopard Skin Pillbox Hat wurde in einer Werbung für den Adidas Predator benutzt und Hot Head fand im Teaser-Trailer der Serie Atlanta Verwendung.

## Diskografie
Studioalben

| Jahr | Titel              | Höchstplatzierung, Gesamtwochen, AuszeichnungChartsChartplatzierungen (Jahr, Titel, Platzierungen, Wochen, Auszeichnungen, Anmerkungen) | Anmerkungen |
| Jahr | Titel              | US | Anmerkungen |
| ---- | ------------------ | --- | --- |
| 2012 | The Money Store    | US130 (1 Wo.)US | Erstveröffentlichung: 15. April 2012 bei Epic Records Format: Download, CD, LP                                                            |
| 2012 | No Love Deep Web   | — | Erstveröffentlichung: 1. Oktober 2012 ohne Label, später Third Worlds/Harvest Records Format: Download, CD, LP                            |
| 2013 | Government Plates  | — | Erstveröffentlichung: 13. November 2013 ohne Label, später Third Worlds/Harvest Records Albumverkäufe: + 13.000 (US) Format: Download, LP |
| 2015 | The Powers That B  | US72 (1 Wo.)US | Erstveröffentlichung: 31. März 2015 bei Third Worlds/Harvest Records Albumverkäufe: + 22.000 (US) Format: Download, CD, LP                |
| 2016 | Bottomless Pit     | US193 (1 Wo.)US | Erstveröffentlichung: 6. Mai 2016 bei Third Worlds/Harvest Records Albumverkäufe: + 8.000 (US) Format: Download, CD, LP, Kassette         |
| 2018 | Year of the Snitch | US97 (1 Wo.)US | Erstveröffentlichung: 22. Juni 2018 bei Third Worlds/Harvest Records Format: Download, CD, LP                                             |

## Belege
1. ↑  The Resolute Mission of Death Grips (engl.)
2. ↑  The Skinny Artikel (engl.)
3. ↑  Spin.com - Künstler des Jahres: Death Grips
4. ↑  Death Grips Interview in der Wayback Machine
5. ↑  Death Grips - Exmilitary Review (Memento des Originals vom 4. März 2016 im Internet Archive)  Info: Der Archivlink wurde automatisch eingesetzt und noch nicht geprüft. Bitte prüfe Original- und Archivlink gemäß Anleitung und entferne dann diesen Hinweis.
6. ↑  Clashmusik-Artikel (engl.)
7. ↑  Genius-Erklärung zu "Beware"
8. ↑  Exmilitary auf Metacritic (engl.)
9. ↑  Favorite Albums of 2011 - theneedledrop
10. ↑  Obligatory Death Grips breaking up video
11. ↑  Death Grips Sign to Epic, Offer New Video, Releasing Two Records in 2012
12. ↑  Death Grips Videoplaylist zu The Money Store
13. ↑  drownedinsound.com Review von Mike Diver (Memento des Originals vom 10. März 2018 im Internet Archive)  Info: Der Archivlink wurde automatisch eingesetzt und noch nicht geprüft. Bitte prüfe Original- und Archivlink gemäß Anleitung und entferne dann diesen Hinweis.
14. ↑  Death Grips - The Money Store ALBUM REVIEW von theneedledrop
15. ↑  Top 50 Albums of 2012 von theneedledrop
16. ↑  Spin-Artikel über Death Grips (engl.)
17. ↑  Death Grips Sign to Epic, Ready Two 2012 Albums (engl.)
18. ↑  Spin-Artikel Seite 3 (engl.)
19. ↑  Interview auf Pitchfork.com (engl.)
20. ↑  Death Grips Top Bittorrents List of Most Legally Downloaded Music
21. ↑  Death Grips Artikel auf nme.com (engl.)
22. ↑  Death Grips Dropped By Epic Following Album Leak (engl.)
23. ↑  Death Grips to Soundtrack Feature Film Directed and Written by Zach Hill, Working on New Album (engl.)
24. ↑  Death Grips Launch New Label Thirdworlds for New Album Out in 2014 (Memento des Originals vom 10. Juli 2013 im Internet Archive)  Info: Der Archivlink wurde automatisch eingesetzt und noch nicht geprüft. Bitte prüfe Original- und Archivlink gemäß Anleitung und entferne dann diesen Hinweis.
25. ↑  Death Grips Release Free Album Government Plates (engl.)
26. ↑  Death Grips Birds Features Robert Pattinson on Guitar
27. ↑  Death Grips Videoplaylist
28. ↑  It's Not an Official Albums, It's Where They Are Right Now auf Imgur
29. ↑  Death Grips - Government Plates ALBUM REVIEW von theneedledrop
30. ↑  Nine Inch Nails Soundgarden Death Grips Announce Tour (engl.)
31. ↑  Death Grips Drop Surprise Björk Featuring Album Niggas On The Moon (engl.)
32. ↑  Death Grips Break-Up (engl.)
33. ↑  you're right we might make some more
34. ↑  Our New Double Album...
35. ↑  Death Grips Share Inanimate Sensation
36. ↑  Jenny Death When
37. ↑  Twitter-Screenshot @bbpoltergeist
38. ↑  Death Grips - ON GP
39. ↑  Death Grips - The Powers That B
40. ↑  Death Grips On GP - Pitchfork
41. ↑  Death Grips - The Powers That B (Niggas On the Moon/Jenny Death) ALBUM REVIEW von theneedledrop
42. ↑  Top 50 Albums of 2015 von theneedledrop
43. ↑  I have no interest in sharing my personal life with the world.
44. ↑  Up my Sleeves auf genius.com
45. ↑  Billy Not Really auf genius.com
46. ↑  Death Grips Concerttournews (Memento des Originals vom 2. April 2015 im Internet Archive)  Info: Der Archivlink wurde automatisch eingesetzt und noch nicht geprüft. Bitte prüfe Original- und Archivlink gemäß Anleitung und entferne dann diesen Hinweis.
47. ↑  Bottomless Pit mit Karen Black auf YouTube
48. ↑  We've decided to make a new Death Grips album and it will be called Bottomless Pit.
49. ↑  Death Grips - Hot Head auf YouTube
50. ↑  Death Grips - Interview 2016 auf YouTube
51. ↑  this is the front and back cover of our new album Bottomless Pit + tracklist
52. ↑  Death Grips Announce New Album Bottomless Pit Release Date, Share Lyrics
53. ↑  Zach here your welcome
54. ↑  Leak von Elijah Huntley
55. ↑  Death Grips Bottomless Pit Review auf rollingstone.com
56. ↑  Death Grips - Bottomless Pit ALBUM REVIEW von theneedledrop
57. ↑  Top 50 Albums of 2016 von theneedledrop
58. ↑  Death Grips Year of the Snitch coming soon
59. ↑  Working with Lucas Abela
60. ↑  Working on the new album with Justin Chancellor
61. ↑  Working on the new album with Andrew Adamson
62. ↑  Death Grips YOTS Cover
63. ↑  Year of the Snitch tracklist
64. ↑  Death Grips - Streaky
65. ↑  Death Grips Implode Punk and Rap Borders on New LP (engl.) (Memento des Originals vom 10. Mai 2015 im Internet Archive)  Info: Der Archivlink wurde automatisch eingesetzt und noch nicht geprüft. Bitte prüfe Original- und Archivlink gemäß Anleitung und entferne dann diesen Hinweis.
66. ↑  DEATH GRIPS ANNOUNCE NORTH AMERICAN SUMMER TOUR (engl.)
67. ↑  Surprise! Death Grips Announces North American Tour Dates (engl.)
68. ↑  MC Ride destroys the Mac
69. ↑  Zach Hill Interview (engl.)
70. ↑  Death Grips Pitchfork Videointerview
71. ↑  Death Grips - Live at electric ballroom (miss red thrown from stage)
72. ↑  Death Grips - No Love (Official Video)
73. ↑  Death Grips - The Fever (Aye Aye)
74. ↑  Death Grips - Double Helix
75. ↑  Death Grips - Giving Bad People Good Ideas auf YouTube
76. ↑  Death Grips - Big House
77. ↑  Death Grips - You Might Think He Loves You For Your Money But I Know What He Really Loves You For
78. ↑  Death Grips - I Break Mirrors With My Face in the United States
79. ↑  I am proud to announce...
80. ↑  Death Grips mit Robert Pattinson und Beyoncé
81. ↑  Tyler, the Creator Interview über Death Grips
82. ↑  Death Grips on Stage with Tyler, the Creator in the Moshpit
83. ↑  David Bowie’s new album ‘Blackstar’ inspired by rap group Death Grips (engl.)
84. ↑  Kasabian out new Albums influenced (engl.)
85. ↑  Eric André auf imgur über sein Lieblingslied der Band
86. ↑  Annie Clarke Interview, reveals she loves Death Grips
87. ↑  Tom Morello Twitter-Status über Death Grips
88. ↑  Fred Armisen talk to Rachael Ray about Death Grips
89. ↑  Mike Shinoda wearing a Death Grips T-Shirt
90. ↑  Corey Taylor talks Death Grips' Government Plates
91. ↑  Iggy Pop talks about Death Grips
92. ↑  What New Music Are You Listening to
93. ↑  The Animals Are Back! - Animals Season 2: Tease (HBO)
94. ↑  Adidas Predator Werbung
95. ↑  Chartquellen: US
96. ↑  Upcoming Releases. HITS Digital Ventures, 21. März 2015, archiviert vom Original am 21. März 2015; abgerufen am 7. September 2018 (englisch).  Info: Der Archivlink wurde automatisch eingesetzt und noch nicht geprüft. Bitte prüfe Original- und Archivlink gemäß Anleitung und entferne dann diesen Hinweis.
97. ↑  Upcoming Releases. HITS Digital Ventures, 2. Juni 2016, archiviert vom Original am 2. Juni 2016; abgerufen am 7. September 2018 (englisch).  Info: Der Archivlink wurde automatisch eingesetzt und noch nicht geprüft. Bitte prüfe Original- und Archivlink gemäß Anleitung und entferne dann diesen Hinweis.
98. ↑  Upcoming Releases. HITS Digital Ventures, 18. Juni 2018, archiviert vom Original am 18. Juni 2018; abgerufen am 7. September 2018 (englisch).  Info: Der Archivlink wurde automatisch eingesetzt und noch nicht geprüft. Bitte prüfe Original- und Archivlink gemäß Anleitung und entferne dann diesen Hinweis.